# Dirk Hartmann (Fußballspieler)
Dirk Hartmann (* 26. Juni 1965) ist ein ehemaliger deutscher Fußballspieler.

## Karriere
Der 1,84 m große Abwehrspieler absolvierte in der Saison 1986/87 insgesamt 16 Spiele für den FSV Salmrohr in der 2. Fußball-Bundesliga. Zum FSV Salmrohr war er 1985 vom SV Leiwen gekommen. Zuvor war er für den FC Bitburg aktiv gewesen. Sein Debüt in der 2. Bundesliga gab Hartmann unter Trainer Robert Jung am vierten Spieltag, den 16. August 1986, bei einer 2:3-Heimniederlage gegen den VfL Osnabrück. Er gehörte auch der Elf an, die sich am 38. Spieltag, den 14. Juni 1987, im heimischen Salmtal-Stadion mit einem torreichen 5:5 gegen den Meister Hannover 96 aus der 2. Liga verabschiedete. Seit März hatte der bisherige Spieler Klaus Toppmöller Trainer Jung abgelöst. Trotz Mitspielern wie Edgar Schmitt, Wolfgang Kleff, Norbert Rolshausen, Klaus-Dieter Augst und Manfred Plath konnte die Elf von Präsident Peter Rauen den Klassenerhalt nicht bewerkstelligen.
Die Spielzeit 1986/87 war die einzige für Salmrohr in der 2. Bundesliga. Als Letzter stiegen die Rot-Schwarzen direkt in die Oberliga Südwest ab.